# Antiblemma argyrozonea
Antiblemma argyrozonea là một loài bướm đêm trong họ Erebidae.